# براد بيليك
براد بيليك (بالإنجليزية: Brad Bellick)‏ هو إحدى الشخصيات الرئيسية في المسلسل التلفزيوني الأمريكي بريسون بريك، قام بتأدية هذه الشخصية الممثل ويد ويليامز. عمل مديرا لسجن فوكس ريفير بالجزء الأول.وفي الجزء الثاني يطرد من عمله بس هروب سجناء فوكس ريفر.ويقرر الحاق بهم للحصول على المبلغ الذي سيعطى لمن يخبر عن احدهم ويلقى القبض عليه. والجزء الثالث يدخل سجن سونا في بنما مع مايكيل سكوفيلد واليكس ماهون وتي باغ. ويظهر أيضا في بداية الموسم الرابع ويعمل على استعادة (سيلا) من قبل الكومباني لكي تسقط التهم عنه، وفي النهاية.. يموت مساهمة في إحدى المهمات للمساعدة بالوصول إلى (سيلا).

## الظهور

### الموسم الأول
في الحلقة الأولى من المسلسل، يعبر براد عن كره للسجين الجديد مايكل سكوفيلد. يبدأ براد في مضايقة مايكل بعد أن اعتبره «متذاكيًا». يظهر براد طوال الموسم الأول كخصم لمايكل ويحاول إيقاعه في المشاكل متى ما استطاع. بعد أن علم في حلقة «ألين» أن مايكل حاز على إعجاب المأمور هنري، سعى لأن يكون أحد المرضى النفسيين رفيق مايكل في زنزانته. توترت علاقة براد مع هنري إلى حد ما مع تقدم الموسم، وخصوصا بعد أن انتقده براد أمام الحاكم فرانك تانكريدي. لكن براد أظهر أول لمحة إنسانية في حلقة «الرأس المسن» عندما تألم لمقتل أحد الحراس أثناء الشعب. عندما طلب من تشارلز وستمورلاند -الذي يعرف من هو القاتل- أن يدله عليه، رفض، فقتل قطة تشارلز كانتقام. يذهب بيليك لاحقا للبحث عن نيكا فوليك بعد زيارتها لمايكل واتصالها به، فيجدها في نادٍ يرتاده باستمرار. بعد أن اكتشف اتفاق مايكل مع نيكا، حاول بيليك إيجاد البطاقة الائتمانية التي سربتها له لكنه فشل في إيجادها، فحاول إغضاب مايكل بإهانة نيكا.
ازداد شغف بيليك بمعرفة ما يخطط له مايكل. وبعد أن فشل في معرفة أي شيء، تقرّب من توينر في حلقة «وخرج الرجل الغريب» وطلب منه أن يكون مخبرا. استمر بيليك في التجسس على أي نشاط يقوم به مايكل ورفاقه في النصف الثاني من الموسم، ولذلك عيّن توينر ضمن طاقم عمال السجن. عندما فشل توينر في الحصول على أي معلومات يعتبرها براد مفيدة، عاقبه بحبسه مع سجين مغتصب وبتجاهله لنداءات استغاثته. في يوم هروب الفريق، أخبر توينر بيليك أن مايكل وبقية طاقم عمال السجن يخططون للهرب، مما أدى إلى اكتشاف براد للحفرة التي حفرها مايكل سكوفيلد وطاقم عمال السجن في محاولة هربهم الأولى؛ ولكن وقبل أن يتمكن من إخبار أي أحد، هاجمه تشارلز -العضو في فريق الهرب- وقيده وضربه حتى أغمي عليه، ثم ألقاه في الحفرة؛ لكنه أصيب بجرح قاتل في النهاية. بعد أن أُخرج براد من الحفرة في نهاية الموسم، أقسم على أن يثأر من الهاربين هو ومعه فريق ضباط الإصلاحية.